# Mateja Bizjak Petit
Mateja Bizjak Petit, slovenska pesnica, * 15. marec 1969, Ljubljana.
Bizjak Petitova je končala srednjo pedagoško šolo v Ljubljani, nato pa se je vpisala na študij dramaturgije na ljubljanski AGRFT. Kasneje je postala članica lutkovnega gledališča FRU-FRU, sodelovala pa je tudi z Lutkovnim gledališčem Ljubljana. Tam je igrala, režirala in vodila lutkovne delavnice. Kot dramaturginja je večkrat sodelovala z režiserjem Martinom Kušejem. Od leta 1993 živi in deluje v Franciji.